# Winnecke 4
M40
Pour les articles homonymes, voir M40.
Désignations
Winnecke 4 est une étoile double de la constellation de la Grande Ourse.

## Présentation
Cherchant une nébuleuse décrite par Johannes Hevelius, Charles Messier découvre cette étoile double en 1764 et l'inscrit dans son catalogue comme M40, bien qu'elle ne soit pas une nébuleuse. August Winnecke la classe indépendamment en 1869 dans son catalogue d'étoiles doubles comme Winnecke 4.
Les données du satellite Gaia ont montré que l'étoile HD 238107, la plus brillante, était située à 311 ± 1 parsecs de nous, alors que la deuxième, HD 238108, est à 144,2 ± 0,3 parsecs. Cela signifie qu'il ne s'agit pas d'une véritable étoile binaire mais simplement d'une double optique.